# Liste der Bodendenkmäler in Breitbrunn (Unterfranken)
Auf dieser Seite sind die Bodendenkmäler in der unterfränkischen Gemeinde Breitbrunn zusammengestellt. Diese Tabelle ist eine Teilliste der Liste der Bodendenkmäler in Bayern. Grundlage ist die Bayerische Denkmalliste, die auf Basis des Bayerischen Denkmalschutzgesetzes vom 1. Oktober 1973 erstmals erstellt wurde und seither durch das Bayerische Landesamt für Denkmalpflege geführt wird. Die folgenden Angaben ersetzen nicht die rechtsverbindliche Auskunft der Denkmalschutzbehörde.

Wappen von Breitbrunn

Diese Liste gibt den Fortschreibungsstand vom 3. Juli 2018 wieder und enthält ein Bodendenkmal.

## Bodendenkmäler der Gemeinde Breitbrunn

### Bodendenkmäler in der Gemarkung Lußberg
| Lage                                 | Objekt                                                                                      | Akten-Nr.     | Bild |
| ------------------------------------ | ------------------------------------------------------------------------------------------- | ------------- | ---- |
| Lußberg Im Lautergrund 11 (Standort) | Untertägige Bauteile der frühneuzeitlichen katholischen Pfarrkirche St. Ägidius in Lußberg. | D-6-5930-0039 |      |